# Љ
Das Љ (kleingeschrieben љ) ist der vierzehnte Buchstabe des serbischen Alphabets und ist auch im mazedonischen Alphabet vertreten. Es ist eine Ligatur aus Л und Ь. Transkribiert wird er mit dem lateinischen Digraphen Lj. Der Buchstabe hat den Lautwert ʎ.

## Zeichenkodierung
| Standard  | Standard    | Majuskel Љ                  | Minuskel љ                |
| --------- | ----------- | --------------------------- | ------------------------- |
| Unicode   | Codepoint   | U+0409                      | U+0459                    |
| Unicode   | Name        | CYRILLIC CAPITAL LETTER LJE | CYRILLIC SMALL LETTER LJE |
| UTF-8     | UTF-8       | D0 89                       | D1 99                     |
| XML/XHTML | dezimal     | &#1033;                     | &#1113;                   |
| XML/XHTML | hexadezimal | &#x0409;                    | &#x0459;                  |